# Arrondissement de Celle
L'arrondissement de Celle est un arrondissement ("Landkreis" en allemand) de Basse-Saxe (Allemagne).
Son chef-lieu est Celle.

## Villes, communes et communautés d'administration
(Nombre d'habitants en 2006)
| Einheitsgemeinden                                                                            | Einheitsgemeinden                                                                                |
| -------------------------------------------------------------------------------------------- | ------------------------------------------------------------------------------------------------ |
| - 1. Bergen, ville (13 445) - 2. Celle (71 146) - 3. Faßberg (7 141) - 4. Hambühren (10 275) | - 5. Hermannsburg (8 414) - 6. Unterlüß (3 922) - 7. Wietze (8 260) - 8. Winsen (Aller) (12 891) |

Samtgemeinden avec leurs communes membres
| Siège de l'administration de la Samtgemeinde * | |
| - 1. Samtgemeinde Eschede (de) (6 360) 1. Eschede * (3 878) 2. Habighorst (808) 3. Höfer (1 002) 4. Scharnhorst (691) - 2. Samtgemeinde Flotwedel (de) (11 585) 1. Bröckel (1 813) 2. Eicklingen (3 265) 3. Langlingen (2 325) 4. Wienhausen * (4 192) | - 3. Samtgemeinde Lachendorf (de) (12 578) 1. Ahnsbeck (1 673) 2. Beedenbostel (1 070) 3. Eldingen (2 257) 4. Hohne (1 824) 5. Lachendorf * (5 793) - 4. Samtgemeinde Wathlingen (de) (15 155) 1. Adelheidsdorf (2 434) 2. Nienhagen (6 345) 3. Wathlingen * (6 315) |

gemeindefreier Bezirk (territoire inoccupé)
1. Lohheide (764)

## Administrateurs de l'arrondissement
- 1885-1894 Maximilian von Frank (de)
- 1894-1899 Otto Georg von Bardeleben
- 1899-1919 Dietrich von Harlem (de)
- 1919-1945 Wilhelm Heinichen
- 1945-1946 Hero Müller-Edzards
- 1946-1946 Edmund Rehwinkel (de) (CDU)
- 1946-1953 Friedrich Stolte (de) (NLP/DP)
- 1953-1954 Herbert Leinkauf (de) (BHE)
- 1954-1955 August Lammers (de) (FDP)
- 1955-1956 Herbert Leinkauf (de) (DP)
- 1956-1957 Armin Hörmann (de) (SPD)
- 1957-1961 August Lammers (FDP)
- 1961-1966 Otto Hasselmann (CDU)
- 1966-1991 Hans-Hubertus Bühmann (de) (CDU)
- 1991-1998 Edzard Blanke (de) (CDU)
- depuis 1999 Klaus Wiswe (de) (CDU)